# Podziałka mianowana

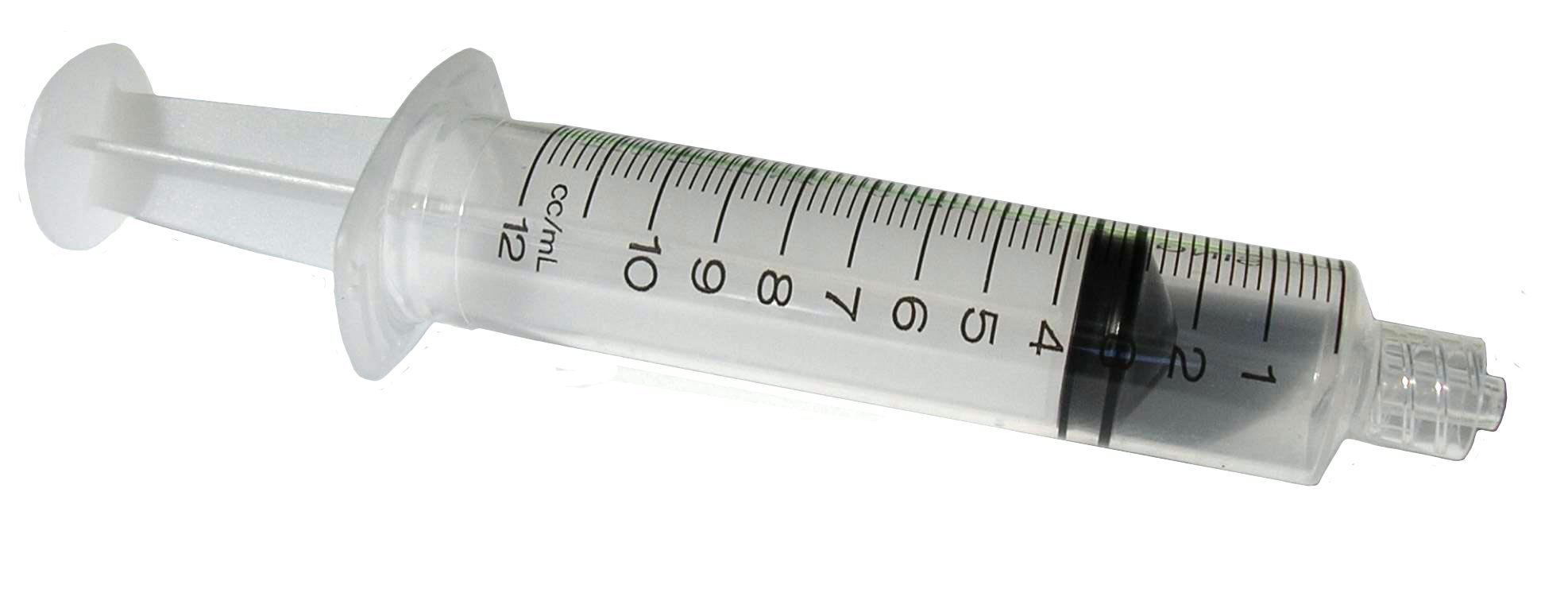
Skrzykawka z naniesioną podziałką w mililitrach

 Podziałka mianowana to podziałka, której oznaczenia liczbowe są związane z określoną jednostką miary (np. metr).